# Saxifraga sect. Heterisia
Saxifraga sec. Heterisia es una sección del género Saxifraga. Contiene las siguientes especies:

## Especies
- Saxifraga mertensiana Bong.